# Vereinigte Lausitzer Glaswerke
Die Vereinigte Lausitzer Glaswerke AG (VLG) war ein designorientierter Glashersteller in Weißwasser, mit weiteren Standorten in Tschernitz und Kamenz. Berühmte Klassiker aus Glas des Bauhaus- und später des DDR-Designs wurden dort entwickelt und produziert, darunter das Kubus-Geschirr von Wagenfeld. Das Werk besteht als Stölzle Lausitz GmbH bis heute.

## Geschichte

Aktie über 1000 RM der Vereinigten Lausitzer Glaswerke AG vom Oktober 1936

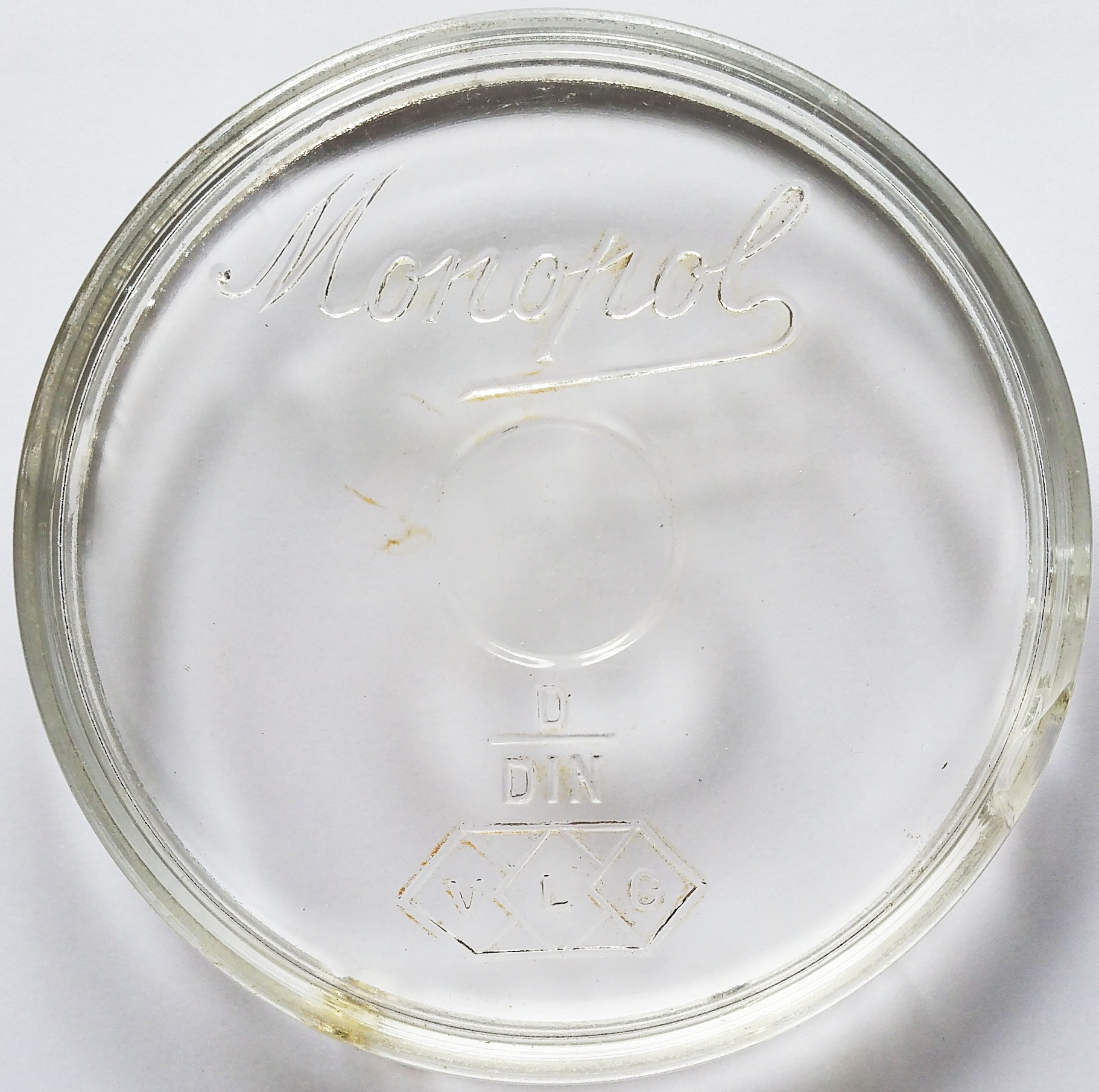
Deckel für ein Einmachglas der Vereinigten Lausitzer Glaswerke, Serie Monopol

Glasproduktion in den Vereinigten Lausitzen Glaswerke (2001)

Das Unternehmen wurde 1889 als Oberlausitzer Glaswerke J. Schweig + Co. von Joseph Schweig (1850–1923) gegründet. Zunächst produzierte das Unternehmen technische Gläser wie Glasröhren und Kolben für Glühlampen. Im Jahr 1908 begann man mit der Produktion von Kelchgläsern.
In der Folge firmierte das Glaswerk unter verschiedenen Namen, bis es 1920 den Namen Vereinigte Lausitzer Glaswerke AG  erhielt. Die Großaktionäre Siemens und AEG bündelten die Glaskolbenherstellung für ihre gemeinsame Beleuchtungsfirma Osram zunächst in Weißwasser. Dieser Bereich zog Ende der 1920er Jahre nach Berlin. Auch eine „wissenschaftliche Abteilung“ war in den 1920er und 1930er Jahren in der Lausitzer Straße in Kreuzberg angesiedelt, und nahm 1937 an der Reichsausstellung Schaffendes Volk teil.

### Designorientierte Fertigung
In Weisswasser verblieben mehrere Glaswerke, eine Porzellanmanufaktur und ein Werk zum Abbau von Braunkohle. Von der AEG stammte auch die Designkompetenz. Nach 1933 entstand unter der Leitung von Bruno Kindt in Zusammenarbeit mit verschiedenen Künstlern wie Charles Crodel, Josef Hoffmann, Richard L.F. Schulz eine moderne Industrieanlage mit Forschungsstätte, Zentrallager und dem erhaltenen Wohnhaus Dr. Kindt mit Farbglasfenstern von Crodel, die von Ernst Neufert als Werksarchitekt der VLG entworfen wurden. Bis zum Ausbruch des Zweiten Weltkrieges waren die Vereinigten Lausitzer Glaswerke der größte Kelchglasproduzent in Deutschland. Aufsichtsrat Karl Mey stellte 1935 Wilhelm Wagenfeld (1900–1990) als künstlerischen Leiter der Firma ein, der das Design der Produkte in den folgenden Jahren maßgeblich prägte. Dies geschah durch eigene Entwürfe und durch Beauftragung externer Gestalter, vor allem aber durch enge Kooperation mit den ausführenden Glasbläsern und Glasmachern, die Wagenfeld zu Höchstleistungen motivierte.
Von 1936 bis 1944 war Ernst Neufert Hausarchitekt der VLG. Er entwarf das Direktorenwohnhaus Dr. Kindt (mit Farbglas von Charles Crodel), übernahm den Entwurf und Bauleitung von Siedlungen, Bürohäusern und Fabrikanlagen in Weißwasser, Tschernitz und Kamenz. Aus dieser Tätigkeit ging auch das Buch Bauentwurfslehre. Handbuch für den Baufachmann, Bauherren, Lehrenden und Lernenden vom 15. März 1936 hervor, das bis heute als Standardwerk.

### Verstaatlichung nach 1945 und Reprivatisierung nach 1990

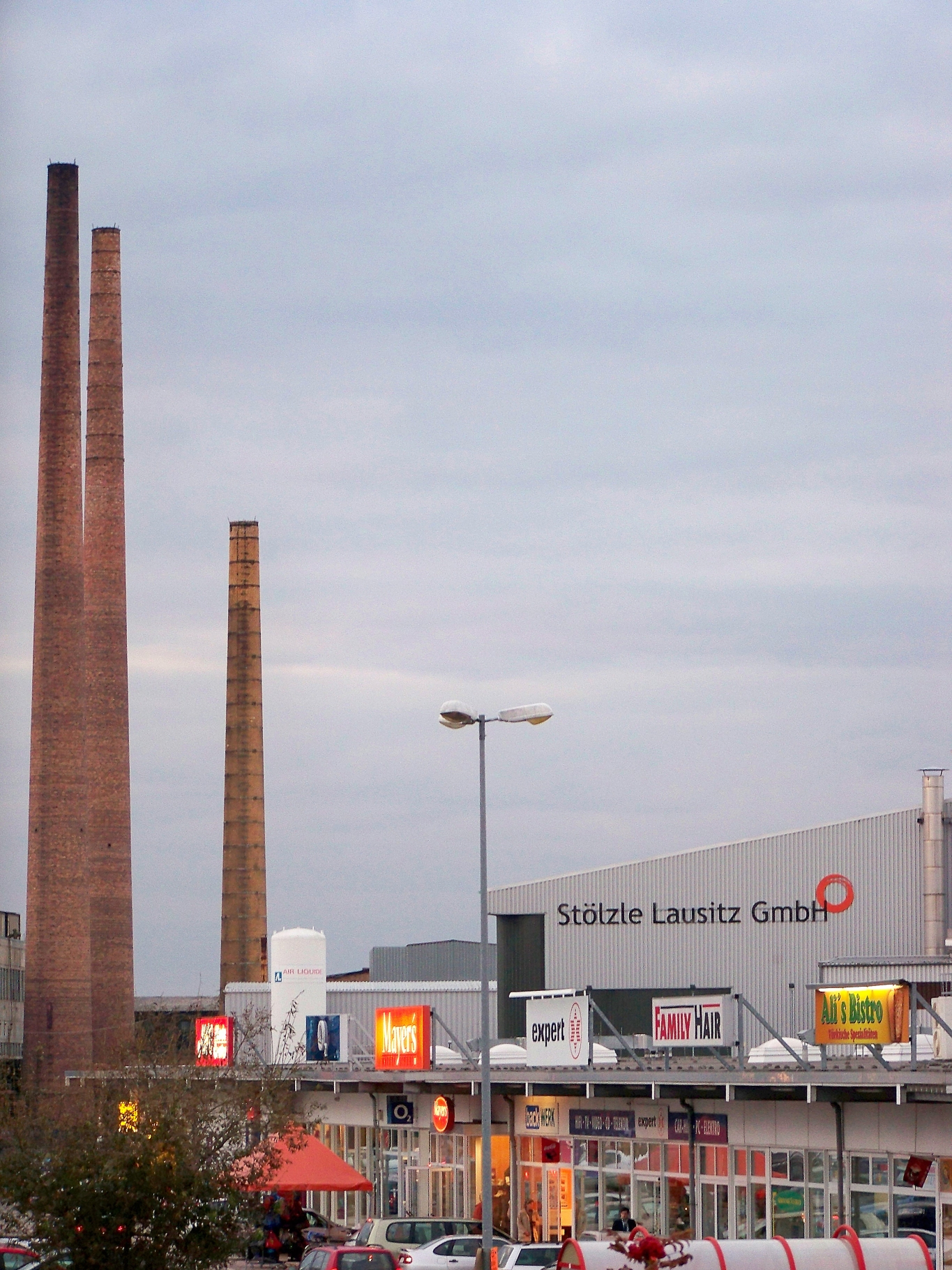
Stölzle Lausitz GmbH

Infolge eines Volksentscheids wurde das Unternehmen 1946 enteignet und als VEB Oberlausitzer Glaswerke Weißwasser (OLG), beziehungsweise als VEB Lausitzer Glaswerke Weißwasser – Stammbetrieb des VEB Kombinat Lausitzer Glas Weißwasser – weitergeführt. Durch die Einführung der maschinellen Fertigung 1960 entwickelte sich das Werk zur größten Glashütte der DDR mit 4.000 Beschäftigten. Wagenfelds Schüler Friedrich Bundtzen wurde 1949 künstlerischer Leiter in Weißwasser. 1950 gründete er dort „Werkstatt für Glasgestaltung“, in der Graveure, Schleifer und Maler arbeiteten und mit der Bundtzen an seine Arbeit mit Wagenfeld anknüpfte:

„Noch werden die Wagenfeld-Gläser mit dem Rautenzeichen in dem Volkseigenen Betrieb 'Oberlausitzer Glaswerke' produziert und verkauft. Das, was an Schönen und Gutem vorhanden war, musste also erhalten bleiben, weil die Qualität in diesem Werk bedenklich nachließ, und zwar sowohl was die Formen als auch die dekorative Ausgestaltung der Gläser betraf.“

Vermarktet wurden die Produkte als „Lausitzer Glas“ und „Lausitz Weisswasser Design“. Ab 1976 wurde im In- und Ausland die Ausstellung „Lausitzer Glas“ gezeigt.
Nach der Wiedervereinigung wurden die Lausitzer Glaswerke im Jahr 1992 privatisiert. Heute befindet sich an diesem Ort die Stölzle Lausitz GmbH.
Historische Produkte werden im Glasmuseum Weißwasser gezeigt.